# Colobostema occidentale
Colobostema occidentale är en tvåvingeart som beskrevs av Cook 1971. Colobostema occidentale ingår i släktet Colobostema och familjen dyngmyggor. Inga underarter finns listade i Catalogue of Life.